# Jacques a dit (chanson)
Pour le jeu, voir Jacques a dit.
Singles de Christophe Willem
 Double je
(2007) Quelle chance/September
(2008)
Pistes de  Inventaire
Quelle chance
Jacques a dit est une chanson du chanteur français Christophe Willem de 2007. Il s'agit du troisième single extrait de son premier album studio  Inventaire.
La chanson atteint le sommet du classements de ventes en Belgique francophone en décembre 2007 ainsi que la quatrième place du Top 50 français.

## Autour de la chanson
Les paroles de cette chanson ont été écrites par Zazie et la musique a été composée par Zazie, Olivier Schultheis et Jean-Pierre Pilot.
La chanson fait référence au jeu d'enfant Jacques a dit. Les paroles expriment tristesse, mélancolie et un sentiment de désorientation. Cette ballade triste suit le single Double je qui était un grand succès et plutôt dansant. En 2023, Christophe Willem raconte à BFM TV :

« Pour moi, c'était important que ce soit une chanson comme Jacques a dit parce que c’était le pendant de ça [Double je]. De justement, poser les choses, ne plus être le mec qui va faire danser comme ça dessus, mais d’un moment, d’être aussi le côté clown triste, et de se dire, l'un ne va pas sans l'autre, et les deux se nourrissent l'un de l'autre en fait. »

Il indique également :

« C'est le titre que je me lasse le moins de chanter. Je n’ai aucune lassitude à chanter cette chanson. »

La chanson Jacques a dit existe aussi en version remix, cette version est disponible dans le single de Jacques a dit et dans l'album Inventaire.

## Clip
Un clip a été tourné pour Jacques a dit, dans lequel Christophe Willem, habillé en noir, marche sur une plage en marée basse pendant une journée couverte et chante la chanson. En même temps, des structures géométriques abstraits, créé avec des effets spéciaux numériques, se propagent à cette même plage et finissent par enfermer le chanteur.
Le clip a été co-réalisé par Thierry Canon et Arnaud Guillon.

## Performance dans les hit-parades
En France, Jacques a dit entre dans le Top 50 à la quatrième place et y restera pendant trois semaines non consécutives. Le titre reste dans le top 10 pendant treize semaines. Il sera aussi classé 22e single le mieux vendu en France en 2007.
En Belgique francophone, la chanson entre à la 32e place durant la semaine du 13 octobre, avant d'atteindre la première place de l'Ultratop 40 le 1er décembre 2007 et d'y rester pendant une semaine. En total, le single reste 14 semaines dans le top 10 belge francophone, et ne quittera le classement qu'en avril 2008. Par la suite, ce sera aussi le 24e single le plus vendu en 2007 et le 25e le plus vendu en 2008,.
Dans le classement suisse, Jacques a dit est un succès mineur qui atteint la 35e place du classement national et restera classé pendant 10 semaines.
Selon les estimations établies par le site InfoDisc fin 2018, le single se serait vendu à 112 400 copies.

## Reprises
Zazie a repris la chanson lors de son Totem Tour en 2007 et 2008. Elle est également régulièrement repris par des candidats des émission de télé-réalité musicale telles que The Voice ou Star Academy, y compris sur l'album de la saison 11 (2023-2024) de cette dernière.
Jean-Louis Aubert, Patrick Fiori, Claire Keim et Zaz l'ont repris sur l'album Bon anniversaire les Enfoirés des Enfoirés en 2014.

## Pistes
CD single
1. Jacques a dit — 3:49
2. Élu produit de l'année (live acoustic) — 4:16
3. Double je (live acoustic) — 4:47
4. Sunny (live acoustic) — 4:52

Digital download
1. Jacques a dit — 3:49
2. Jacques a dit (remix) — 3:56
3. Jacques a dit (acoustic) — 4:05

## Classement, succession et certification
| Classement (2007-2008)                      | Meilleure position |
| ------------------------------------------- | ------------------ |
| Belgique francophone (Ultratop 40)          | 1                  |
| France (Top 50)                             | 4                  |
| France (classement digital)[réf. souhaitée] | 7                  |
| Suisse (Schweizer Hitparade)                | 35                 |

| Classement (2007)                    | Position |
| ------------------------------------ | -------- |
| Belgique (francophone) (Ultratop 40) | 24       |
| France (Top 50)                      | 22       |
| Classement (2008)                    | Position |
| Belgique (francophone) (Ultratop 40) | 25       |